# De Tomaso Deauville (2011)

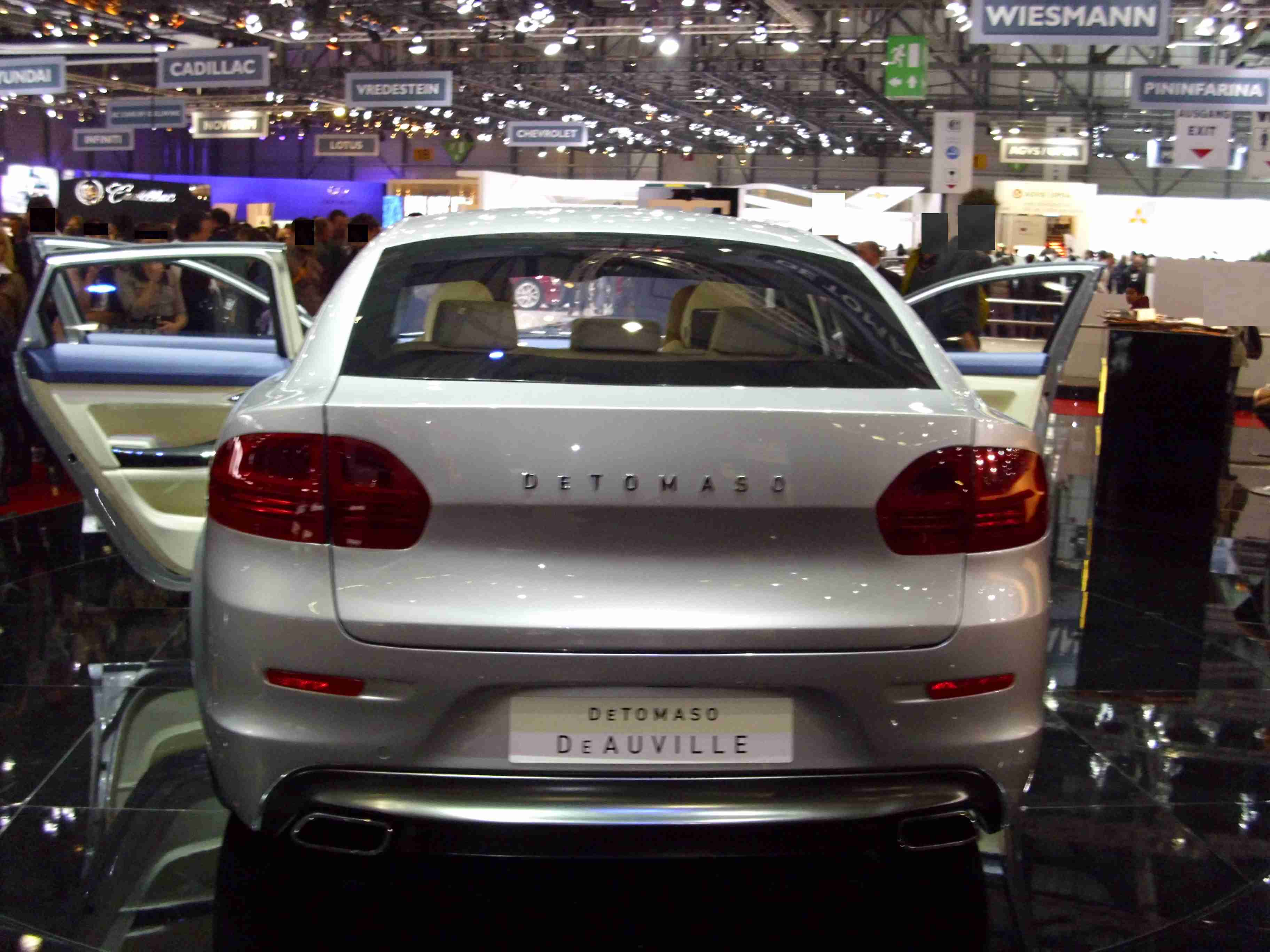
Achterkant van de De Tomaso Deauville

De De Tomaso Deauville is een SUV conceptauto van de Italiaanse autofabrikant De Tomaso uit 2011. Dit was het eerste nieuwe model van De Tomaso na een onderbreking van ongeveer tien jaar. Wegens het faillissement van De Tomaso in 2012 is deze SUV nooit in productie gegaan.
De nieuwe Deauville werd in maart 2011 gepresenteerd op het Autosalon van Genève. Pininfarina tekende voor het ontwerp. Aanvankelijk zou de wagen verkocht worden met een 2,8L V6 turbo motor afkomstig van de Opel Insignia. Dit motorblok leverde 300 pk, goed voor een (begrensde) topsnelheid van 250 km/u. Ook een 550 pk sterke V8-motor en een dieselmotor van 250 pk stonden op de planning. De wagen was voorzien van vierwielaandrijving en een 6-traps automaat.
De serieproductie van deze SUV, die gedeeltelijk zou plaatsvinden in de voormalige Pininfarina-fabriek in Grugliasco, werd nooit opgestart wegens het faillissement van De Tomaso in 2012. De licentierechten van de Deauville werden verkocht aan de Chinese autofabrikant NAC.